# نيكي كارو
نيكي كارو (بالإنجليزية: Niki Caro)‏ (و. 1967  م) هي كاتبة سيناريو، ومخرجة أفلام، ومنتجة أفلام نيوزيلندية، ولدت في ويلينغتون.

## التعليم
تعلمت في Elam School of Fine Arts ‏.

## جوائز
حصلت على جوائز منها:
- نيشان الاستحقاق لنيوزيلندا.

## وصلات خارجية
- نيكي كارو على موقع IMDb (الإنجليزية)
- نيكي كارو على موقع ألو سيني (الفرنسية)
- نيكي كارو على موقع أول موفي (الإنجليزية)
- نيكي كارو على موقع بوكس أوفيس موجو (الإنجليزية)
- نيكي كارو على موقع قاعدة بيانات الأفلام السويدية (السويدية)
- نيكي كارو على موقع قاعدة بيانات الفيلم (الإنجليزية)
- نيكي كارو على موقع كينوبويسك (الروسية)